# 万塞讷森林

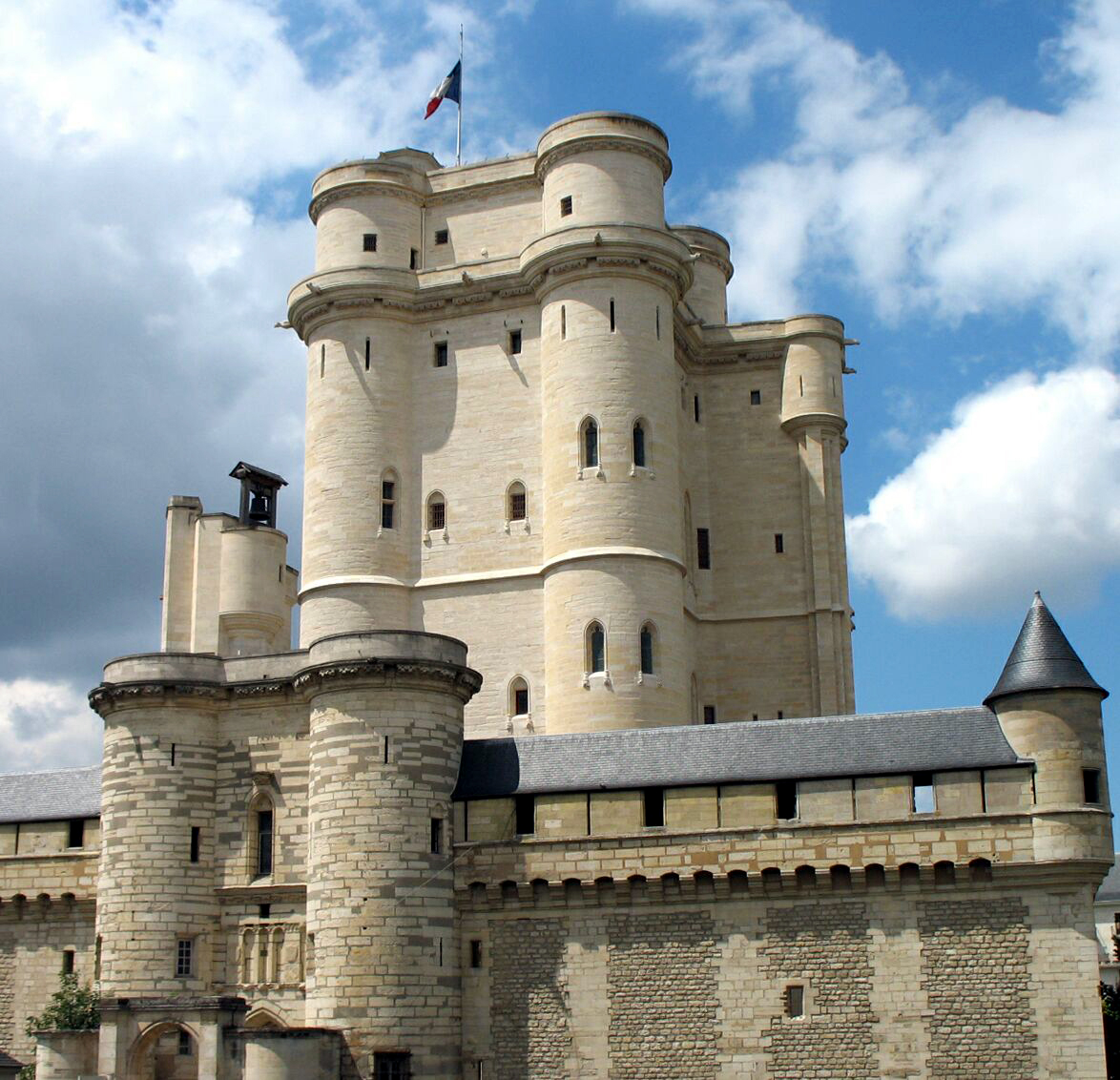
万塞讷城堡

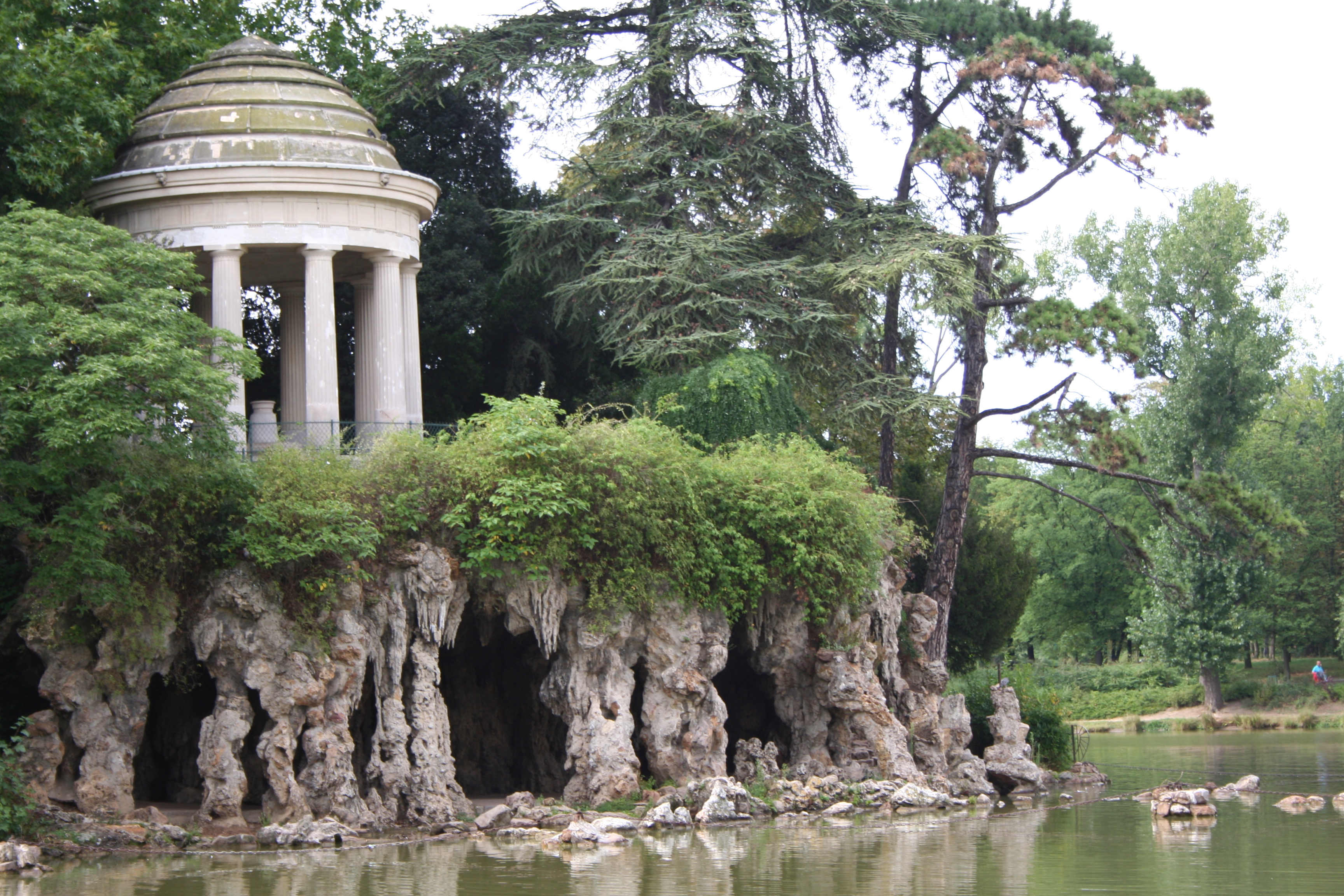
在多梅尼湖畔的戀愛神殿

万塞讷森林（法語：bois de Vincennes，發音：[bwa də vɛ̃sɛn]），為巴黎城东南边的一片森林，面积9.95平方公里，东西最长处五公里，南北最宽处三公里，属巴黎市政府管辖。跟巴黎西边的布洛涅森林一起被视为巴黎吸收新鲜氧气的两扇“肺叶”。
森林内有纵横交错的道路，有四片景色秀丽的自然湖，有著名的跑马场、体育馆、自行车赛场、临时展览馆、季节性游乐场、动物园、花卉公园，是市民们骑自行车、跑步、漫步、游览观赏、娱乐消遣的地方。还有著名的历史古迹万塞讷城堡、一座建成于1985年的藏传佛教寺院（Kagyu-Dzong）、集中了六个剧团的戏剧演出中心。还有高等院校：国立体育学院、热带农学院、园艺学校。

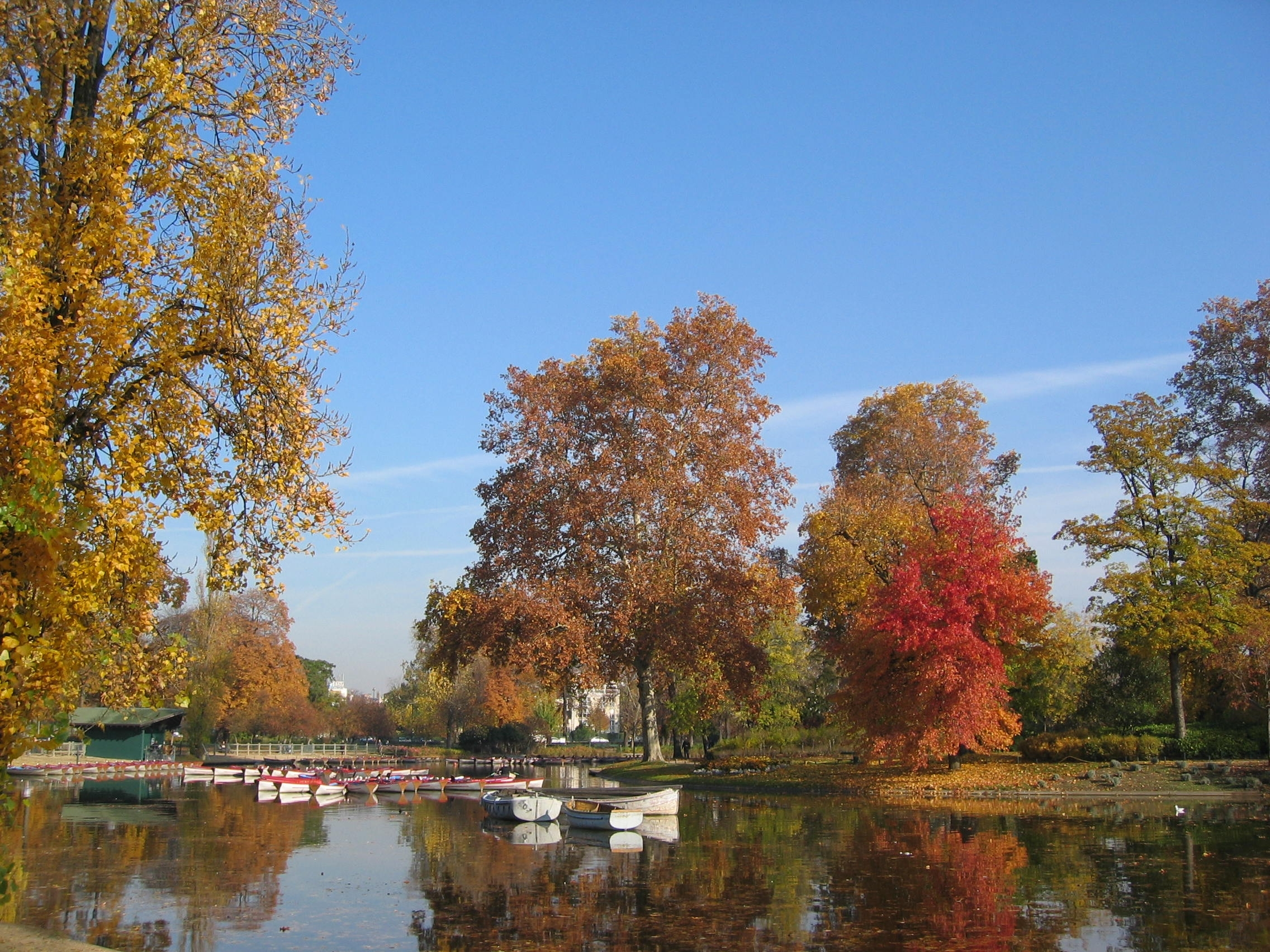
森林秋色

除了西边的巴黎外，森林的周围有七个城镇：圣芒代、万塞讷、丰特奈苏布瓦、马恩河畔诺让、茹安维尔勒蓬、圣莫里斯、沙朗通勒蓬。

万塞讷森林

## 外部連結
- Bois de Vincennes website （页面存档备份，存于）

48°49′41.05″N 2°25′58.50″E / 48.8280694°N 2.4329167°E